# 伊地知彦次郎
伊地知 彦次郎（いぢち ひこじろう、1860年1月6日（安政6年12月14日） - 1912年（明治45年）1月4日）は、日本の海軍軍人。最終階級は海軍中将。

## 経歴
薩摩藩士・伊地知季太の二男として生まれる。明治7年（1874年）10月、海軍兵学寮（7期）に入学。明治16年（1883年）に海軍少尉任官。「畝傍」分隊長、「鳳翔」分隊長、参謀本部海軍部第2局員、横須賀鎮守府長官伝令使、フランス出張、イタリア公使館付、海軍大学校教官などを経て、日清戦争では「橋立」分隊長として出征した。
その後、「大島」分隊長、「武蔵」副長、呉水雷団水雷艇隊司令、軍令部第1局員、「富士」副長、「龍田」艦長、海軍省軍務局第2課長、第1駆逐隊司令、常備艦隊参謀長、「松島」艦長などを歴任。日露戦争では、連合艦隊旗艦「三笠」艦長として従軍し、東城鉦太郎作の「三笠艦橋の図」にも描かれている（詳しくは東城鉦太郎を参照のこと）。
海軍教育本部第1部長などを経て、明治39年（1906年）11月、海軍少将に進級。兼教育本部第2部長、練習艦隊司令官、将官会議議員などを歴任し、明治43年（1910年）12月、海軍中将となった。馬公要港部司令官、将官会議議員を務め、現職で死去した。墓所は青山霊園(1ロ16-5)。

## 栄典
位階
- 1883年（明治16年）12月25日 - 正八位[1]
- 1887年（明治20年）3月25日 - 従七位[2]
- 1891年（明治24年）12月16日 - 正七位[3]
- 1896年（明治29年）12月21日 - 従六位[4]
- 1898年（明治31年）3月8日 – 正六位[5]
- 1900年（明治33年）12月7日 - 従五位[6]
- 1905年（明治38年）12月19日 - 正五位[7]
- 1910年（明治43年）12月20日 - 従四位[8]
- 1912年（明治45年）1月4日 - 正四位[9]

勲章等
- 1895年（明治28年）
  - 5月15日 - 勲六等瑞宝章[10]
  - 11月18日 - 明治二十七八年従軍記章[11]
  - 11月30日 - 勲五等双光旭日章[12]
- 1901年（明治34年）
  - 5月31日 - 勲四等瑞宝章[13]
  - 12月28日 - 勲三等瑞宝章[14]
- 1902年（明治35年）5月10日 - 明治三十三年従軍記章[15]
- 1905年（明治38年）5月30日 - 旭日中綬章[16]
- 1906年（明治39年）4月1日 - 功三級金鵄勲章、明治三十七八年従軍記章[17]
- 1909年（明治42年）5月25日 - 勲二等瑞宝章[18]
- 1912年（明治45年）1月4日 - 旭日重光章[9]

外国勲章佩用允許
- 1893年（明治26年）4月20日 - イタリア王国：王冠第四等勲章（英語版）[19]
- 1895年（明治28年）3月14日 - イタリア王国：聖マウリッツィオ・ラザロ勲章オフィシェー[20]
- 1902年（明治35年）6月30日 - イタリア王国：王冠第三等勲章[21]

## 親族
- 弟・伊地知虎彦(1878-1964) ‐ 液化炭酸社長、太洋海運取締役。東京高商卒業後、三井物産入社、山本条太郎の部下として12年間勤務し、大正5年に神戸で海運仲立業を開始、大正6年に三井の石田貞二、広田保らと太洋海運創業し（のち代表）、大正12年液化炭酸創業し、社長。日満亜麻紡績、下村汽船、昭和タンカーの取締役なども務めた。日本における初期ゴルファーとしても活躍した。岳父に仙石貢。[22][23][24]
- 妻・ひろ ‐ 伊地知貞馨の娘[25]。
- 曾孫・伊地知猛 ‐ 軍事雑誌『Jウィング』『J-SHIPS』等を発行しているイカロス出版の創業者であり同社会長。